# PS-870
PS-870 är ett USA-byggt radarsystem som sedan 1988 används av både marinen och flygvapnet för spaning mot sjömål samt luftmål på låg flyghöjd. Det är ett låghöjdradarsystem, som är svårt att störa ut och bekämpa. Radarsystem PS-870 projekterades av FMV och FortF i nära samarbete med Flygvapnet och Marinen. Det ersatte PS-15/F.
PS-870 är sedan 1990-talet byggd i en kedja runt landet och samverkar med höghöjdsradarn PS-860. PS-870 ersätter också äldre kustspaningsstationer i syd- och mellan-Sverige. Den används för att följa fartygsrörelser på vattenytan och föremål på låg höjd över vattnet.
Vitala delar hos PS-870 är skyddade under jord. De delar som finns över markytan är lätta att reparera eller att ersätta med reserver vid skada. I fredstid körs 870-radarn obemannad, och är då kopplad till en bevakningscentral.